# Стадницкое сельское поселение
Стадницкое се́льское поселе́ние — муниципальное образование в Семилукском районе Воронежской области Российской Федерации.
Административный центр — село Стадница.

## История
Статус и границы сельского поселения установлены Законом Воронежской области от 2 декабря 2004 года № 88-ОЗ «Об установлении границ, наделении соответствующим статусом, определении административных центров муниципальных образований Грибановского, Каширского, Острогожского, Семилукского, Таловского, Хохольского районов и города Нововоронеж».

## Население
| 2010 | 2012 | 2013 | 2014 | 2015 | 2016 | 2017 |
| ---- | ---- | ---- | ---- | ---- | ---- | ---- |
| 685  | ↘669 | ↘659 | ↘643 | ↘640 | ↘623 | ↘614 |
| 2018 |      |      |      |      |      |      |
| ↗615 |      |      |      |      |      |      |

## Состав сельского поселения
| № | Населённый пункт | Тип населённого пункта       | Население |
| - | ---------------- | ---------------------------- | --------- |
| 1 | Кондрашёвка      | село                         | ↘229      |
| 2 | Стадница         | село, административный центр | ↘456      |